# (49384) Hubertnaudot
(49384) Hubertnaudot est un astéroïde de la ceinture principale.

## Description
(49384) Hubertnaudot est un astéroïde de la ceinture principale. Il fut découvert le 12 décembre 1998 à Blauvac par René Roy. Il présente une orbite caractérisée par un demi-grand axe de 2,60 UA, une excentricité de 0,14 et une inclinaison de 12,8° par rapport à l'écliptique.

## Compléments